# Thomas Delaney
Thomas Joseph Delaney (sinh ngày 3 tháng 9 năm 1991) là một cầu thủ bóng đá chuyên nghiệp người Đan Mạch, hiện anh đang thi đấu ở vị trí tiền vệ cho câu lạc bộ Sevilla và đội tuyển quốc gia Đan Mạch.

## Sự nghiệp câu lạc bộ

### Copenhagen

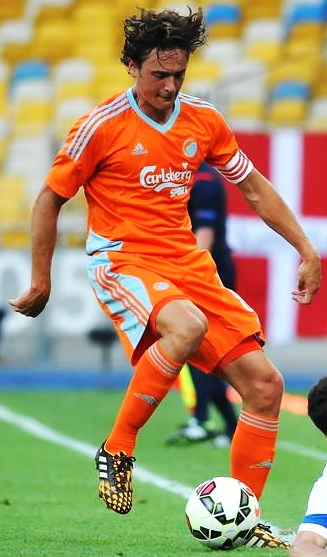
Delaney thi đấu cho Copenhagen năm 2014

Delaney bắt đầu chơi bóng tại đội trẻ Kjøbenhavns Boldklub và đội dự bị của câu lạc bộ Đan Mạch FC Copenhagen.
Delaney lần thi đấu đầu tiên ở câu lạc bộ Copenhagen trong một trận giao hữu không chính thức vào tháng 8 năm 2008. Sau khi chơi nửa đầu mùa giải 2008–09 trong đội trẻ KB, anh ấy là một phần của đội FCK ở Cúp Đan Mạch. Anh đã có lần ra sân chính thức trong trận bán kết lượt đi với Nordvest FC vào tháng Tư, nơi anh vào thay Hjalte Nørregaard ở giữa hiệp hai. Trong trận lượt về sau đó hai tuần, Delaney có tên trong đội hình xuất phát và chơi trong 60 phút đầu tiên trước khi được thay thế bằng Şaban Özdoğan.
Vào kỳ nghỉ hè năm 2009, anh được đưa lên đội một cùng với Özdoğan. Anh ghi bàn trong trận ra mắt câu lạc bộ vào ngày 22 tháng 7 năm 2009, chơi trọn vẹn trận lượt về trong chiến thắng ở vòng sơ loại thứ hai Champions League của Copenhagen trước FK Mogren. Trận đấu đầu tiên của anh ở Superliga là vào ngày 9 tháng 8 năm 2009 gặp SønderjyskE vào sân thay Atiba Hutchinson ở gần cuối trận đấu. Vào ngày 29 tháng 12 năm 2011, đội bóng quyết định gia hạn hợp đồng giữ anh ở lại Copenhagen cho đến cuối năm 2014. Vào thời điểm đó, Delaney đã được vinh danh là cầu thủ gắn bó lâu nhất ở câu lạc bộ, mặc dù chỉ mới 20 tuổi.
Vào ngày 6 tháng 7 năm 2013, Delaney gia hạn hợp đồng với câu lạc bộ đến năm 2015. Đồng thời, anh có áo số 8. Trong mùa giải tiếp theo, anh thường xuyên được đá chính ở vị trí yêu thích của mình, bao gồm các trận đấu UEFA Champions League gặp Juventus FC, Real Madrid và Galatasaray. Vào ngày 23 tháng 1 năm 2014, anh tiếp tục gia hạn hợp đồng đến năm 2017. Đồng thời, anh chính thức được bổ nhiệm làm đội phó của đội.  Nửa năm sau, Delaney chính thức được trao băng đội trưởng của câu lạc bộ.
Vào ngày 14 tháng 5 năm 2015, anh được bầu chọn là cầu thủ xuất sắc của trận đấu khi đội bóng của anh ấy giành chiến thắng trong trận chung kết Cúp Đan Mạch 3–2 sau hiệp phụ trước đội bóng đồng hạng Superliga FC Vestsjælland.
Vào ngày 27 tháng 9 năm 2016, Delaney đã đóng góp vào chiến thắng 4–0 dễ dàng cho đội bóng của anh bằng một cú vô-lê chân trái từ cự ly 30 mét vào lưới Club Brugge KV của Bỉ tại UEFA Champions League. Bàn thắng đứng thứ ba trong cuộc bầu chọn bàn thắng của mùa giải tại UEFA Champions League.

### Werder Bremen
Vào ngày 17 tháng 8 năm 2016, Werder Bremen thông báo Delaney sẽ gia nhập câu lạc bộ vào tháng 1 năm 2017. Vào ngày 18 tháng 2 năm 2017, anh ghi bàn thắng đầu tiên cho câu lạc bộ từ một quả đá phạt, trong chiến thắng 2–0 của Werder Bremen trước Mainz 05 trước khi phải lên cáng ra sân vì chấn thương. Đây là trận thắng đầu tiên của câu lạc bộ trong mùa giải mới sau bốn trận thua liên tiếp.
Vào ngày 1 tháng 4 năm 2017, Delaney lập một hat-trick trong chiến thắng 5–2 của Werder Bremen trước SC Freiburg.

### Borussia Dortmund
Vào ngày 7 tháng 6 năm 2018, Delaney ký hợp đồng với Borussia Dortmund theo hợp đồng có thời hạn 4 năm. Phí chuyển nhượng từ Werder Bremen được báo cáo là 20 triệu euro.

### Sevilla
Vào ngày 25 tháng 8 năm 2021, Delaney chuyển đến Tây Ban Nha để gia nhập đội bóng La Liga Sevilla theo hợp đồng 4 năm với mức phí được đồn đoán là 6 triệu euro.

## Sự nghiệp quốc tế
Delaney có trận ra mắt đội tuyển U-18 Đan Mạch vào tháng 10 năm 2008, và đã chơi tổng cộng 3 trận. Anh đã chơi 11 trận cho đội U-19 Đan Mạch.
Ngày 11 tháng 8 năm 2010, anh ra sân thi đấu cho đội U-21 Đan Mạch trong trận giao hữu với U-21 Ý.
Delaney có trận ra mắt đội tuyển quốc gia vào ngày 15 tháng 10 năm 2013 trong trận đấu vòng loại FIFA World Cup 2014 với Malta. Trong tháng 5 năm 2018 anh đã có tên trong danh sách 35 cầu thủ sơ bộ trong đội hình của đội tuyển Đan Mạch chuẩn bị cho giải bóng đá vô địch thế giới 2018 tại Nga.

## Thống kê sự nghiệp

### Câu lạc bộ
Tính đến ngày 16 tháng 5 năm 2021
| Câu lạc bộ          | Mùa giải            | Giải đấu            | Giải đấu | Giải đấu  | Cúp quốc gia | Cúp quốc gia | Châu Âu | Châu Âu   | Khác    | Khác      | Tổng    | Tổng      |
| Câu lạc bộ          | Mùa giải            | Giải đấu            | Số trận  | Bàn thắng | Số trận      | Bàn thắng    | Số trận | Bàn thắng | Số trận | Bàn thắng | Số trận | Bàn thắng |
| ------------------- | ------------------- | ------------------- | -------- | --------- | ------------ | ------------ | ------- | --------- | ------- | --------- | ------- | --------- |
| Copenhagen          | 2008–09             | Danish Superliga    | —        | —         | 2            | 0            | —       | —         | —       | —         | 2       | 0         |
| Copenhagen          | 2009–10             | Danish Superliga    | 9        | 0         | 3            | 0            | 3       | 1         | —       | —         | 12      | 1         |
| Copenhagen          | 2010–11             | Danish Superliga    | 16       | 1         | 2            | 0            | 2       | 0         | —       | —         | 20      | 1         |
| Copenhagen          | 2011–12             | Danish Superliga    | 19       | 1         | 1            | 0            | 7       | 0         | —       | —         | 27      | 1         |
| Copenhagen          | 2012–13             | Danish Superliga    | 21       | 1         | 3            | 0            | 8       | 0         | —       | —         | 32      | 1         |
| Copenhagen          | 2013–14             | Danish Superliga    | 32       | 3         | 5            | 0            | 6       | 0         | —       | —         | 43      | 3         |
| Copenhagen          | 2014–15             | Danish Superliga    | 27       | 2         | 5            | 1            | 10      | 0         | —       | —         | 42      | 3         |
| Copenhagen          | 2015–16             | Danish Superliga    | 29       | 5         | 5            | 1            | 4       | 0         | —       | —         | 38      | 6         |
| Copenhagen          | 2016–17             | Danish Superliga    | 19       | 6         | 0            | 0            | 11      | 2         | —       | —         | 30      | 8         |
| Copenhagen          | Tổng                | Tổng                | 172      | 19        | 26           | 2            | 51      | 3         | 0       | 0         | 249     | 24        |
| Werder Bremen       | 2016–17             | Bundesliga          | 13       | 4         | —            | —            | —       | —         | —       | —         | 13      | 4         |
| Werder Bremen       | 2017–18             | Bundesliga          | 32       | 3         | 4            | 0            | —       | —         | —       | —         | 36      | 3         |
| Werder Bremen       | Tổng                | Tổng                | 45       | 7         | 4            | 0            | 0       | 0         | 0       | 0         | 49      | 7         |
| Borussia Dortmund   | 2018–19             | Bundesliga          | 30       | 3         | 2            | 0            | 6       | 0         | —       | —         | 38      | 3         |
| Borussia Dortmund   | 2019–20             | Bundesliga          | 11       | 0         | 0            | 0            | 3       | 0         | 0       | 0         | 14      | 0         |
| Borussia Dortmund   | 2020–21             | Bundesliga          | 19       | 1         | 6            | 0            | 7       | 0         | 1       | 0         | 33      | 0         |
| Borussia Dortmund   | Tổng                | Tổng                | 60       | 3         | 8            | 0            | 16      | 0         | 1       | 0         | 85      | 3         |
| Tổng cộng sự nghiệp | Tổng cộng sự nghiệp | Tổng cộng sự nghiệp | 277      | 29        | 38           | 2            | 67      | 3         | 1       | 0         | 383     | 34        |

### Quốc tế
Thống kê chính xác tính đến trận đấu diễn ra ngày 20 tháng 11 năm 2023.
| Đan Mạch  | Đan Mạch | Đan Mạch  |
| Năm       | Số trận  | Bàn thắng |
| --------- | -------- | --------- |
| 2013      | 1        | 0         |
| 2014      | 0        | 0         |
| 2015      | 4        | 0         |
| 2016      | 9        | 0         |
| 2017      | 9        | 4         |
| 2018      | 11       | 0         |
| 2019      | 9        | 1         |
| 2020      | 7        | 0         |
| 2021      | 14       | 2         |
| 2022      | 8        | 0         |
| 2023      | 3        | 1         |
| Tổng cộng | 75       | 8         |

### Bàn thắng quốc tế
Bàn thắng và kết quả của Đan Mạch được để trước.
| Không. | Ngày                 | Địa điểm                                                | Đối thủ      | Ghi bàn | Tỉ số | Giải đấu                 |
| ------ | -------------------- | ------------------------------------------------------- | ------------ | ------- | ----- | ------------------------ |
| 1.     | 1 tháng 9 năm 2017   | Sân vận động Parken, Copenhagen, Đan Mạch               | Ba Lan       | 1 –0    | 4–0   | Vòng loại World Cup 2018 |
| 2.     | 4 tháng 9 năm 2017   | Sân vận động Cộng hòa Vazgen Sargsyan, Yerevan, Armenia | Armenia      | 1 –1    | 4–1   | Vòng loại World Cup 2018 |
| 3.     | 4 tháng 9 năm 2017   | Sân vận động Cộng hòa Vazgen Sargsyan, Yerevan, Armenia | Armenia      | 3 –1    | 4–1   | Vòng loại World Cup 2018 |
| 4.     | 4 tháng 9 năm 2017   | Sân vận động Cộng hòa Vazgen Sargsyan, Yerevan, Armenia | Armenia      | 4 –1    | 4–1   | Vòng loại World Cup 2018 |
| 5.     | 5 tháng 9 năm 2019   | Sân vận động Victoria, Gibraltar                        | Gibraltar    | 4 –0    | 6–0   | Vòng loại Euro 2020      |
| 6.     | 3 tháng 7 năm 2021   | Sân vận động Olympic, Baku, Azerbaijan                  | Cộng hòa Séc | 1 –0    | 2–1   | Euro 2020                |
| 7.     | 8 tháng 9 năm 2021   | Sân vận động Parken, Copenhagen, Đan Mạch               | Israel       | 4 –0    | 5–0   | Vòng loại World Cup 2022 |
| 8.     | 17 tháng 11 năm 2023 | Sân vận động Parken, Copenhagen, Đan Mạch               | Slovenia     | 2 –1    | 2–1   | Vòng loại UEFA Euro 2024 |

## Đời sống riêng
Delaney sinh ra ở Đan Mạch và dành cả tuổi trẻ của mình ở đó. Cha anh cũng sinh ra ở Đan Mạch nhưng có quốc tịch Mỹ do cha anh (ông nội của Thomas Delaney) sinh ra ở Mỹ. Delaney cũng có gốc ở Ireland khi ông nội của anh, người đã chuyển từ Ireland đến Mỹ vào những năm 1840 trong thời kỳ nạn đói lớn.
Delaney bị mù màu xanh và đỏ.

## Danh hiệu
Copenhagen
- Giải VĐQG Đan Mạch: 2009–10, 2010–11, 2012–13, 2015–16, 2016–17
- Cúp Đan Mạch: 2011–12, 2014–15, 2015–16, 2016–17

Borussia Dortmund
- DFL-Supercup: 2019

Cá nhân
- Arla's Talent Award: 2009[2]
- Danish Cup Fighter: 2015
- F.C. Copenhagen Player of the Year: 2015, 2016[25]